# Замок Борбек
Замок Борбек (нем.  Schloss Borbeck ) — замок в одноименном районе немецкого города Эссен (федеральная земля Северный Рейн — Вестфалия). С XIV века замок Борбек служил летней резиденцией аббатис Эссенского аббатства. С 80-х годов XX века служит местом проведения различных культурных мероприятий.

## История

### Ранняя история (IX—XIII века)
Первое документальное свидетельство о Борбеке относится к 869 году. В этом документе говорится о месте под названием Бортбеки, как об одном из девяти дворов, выплачивающих дань Эссенскому аббатству. Название видимо происходит от старо-немецкого слова «Borathbeki», что значит «плодородные равнины».

В 1227 году начинается судебная тяжба за право обладания Борбеком между его владельцем рыцарем Германом фон Борбеком и аббатисой Адельхайд фон Вильденберг. При поддержке императорского фогта Адольфа фон Гимниха Герман фон Борбек выиграл суд, подтвердив право владения Борбеком. В 1288 году аббатиса Берта фон Арнсберг выкупила находящийся в закладе Борбек у их тогдашних владельцев рыцарей Германа и Веннемара для строительства там одноимённого замка.

### Позднее средневековье (XIV—XVI века)

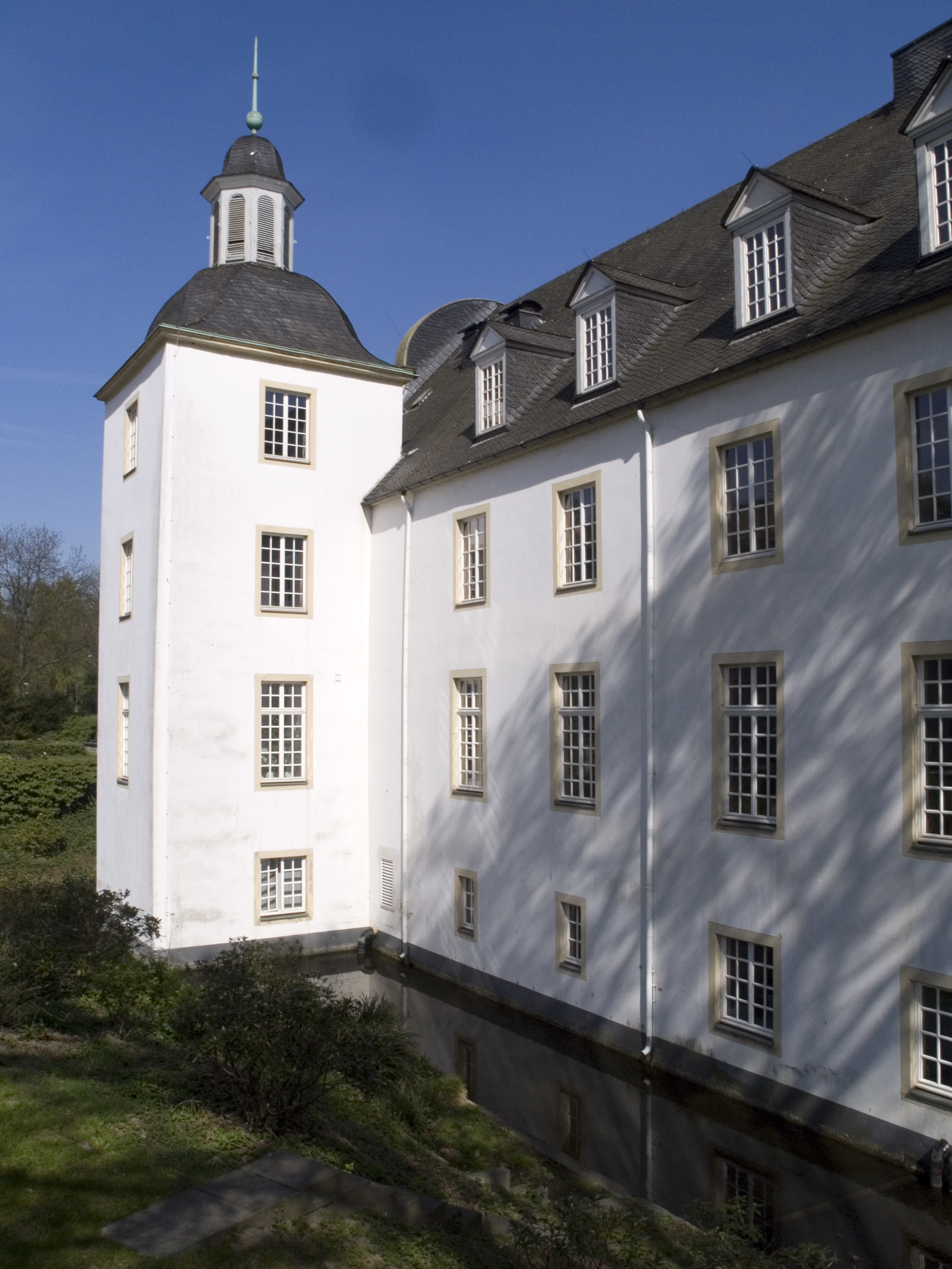
Северо-западный фасад

Начиная с XIV столетия замок Борбек служит летней резиденцией аббатис Эссенского аббатства. Сохранился документ 1372 года, в котором о замке Борбек говорится как уже об укрепленном замке. Аббатиса Елизавета Нассауская с согласия императора Карла IV разместила в здании замка органы местного суда.

Однако впоследствии хорошо укрепленные стены замка чаще служили убежищем для аббатис во время различных вооруженных споров. Так, например, в 1426 году после смерти аббатисы Маргарет фон Марк-Аренсберг начался спор о правопреемнике на посту настоятельницы аббатства. При поддержке каноников из Верденского аббатства аббатисой была назначена Маргарет фон Лимбург. Но это решение не нашло поддержки у монахинь Эссенского аббатства, которые лишь и имели законное право на выборы аббатисы. Они выбрали аббатисой Елизавету фон Бек, которая укрылась в стенах замка Борбек. Замок был осажден войсками герцогства Лимбург, но при поддержке войск семейства фон Бек они были оттеснены из Борбека. Спор завершился спустя два года после того как папа своим указом утвердил Елизавету фон Бек на посту аббатисы.

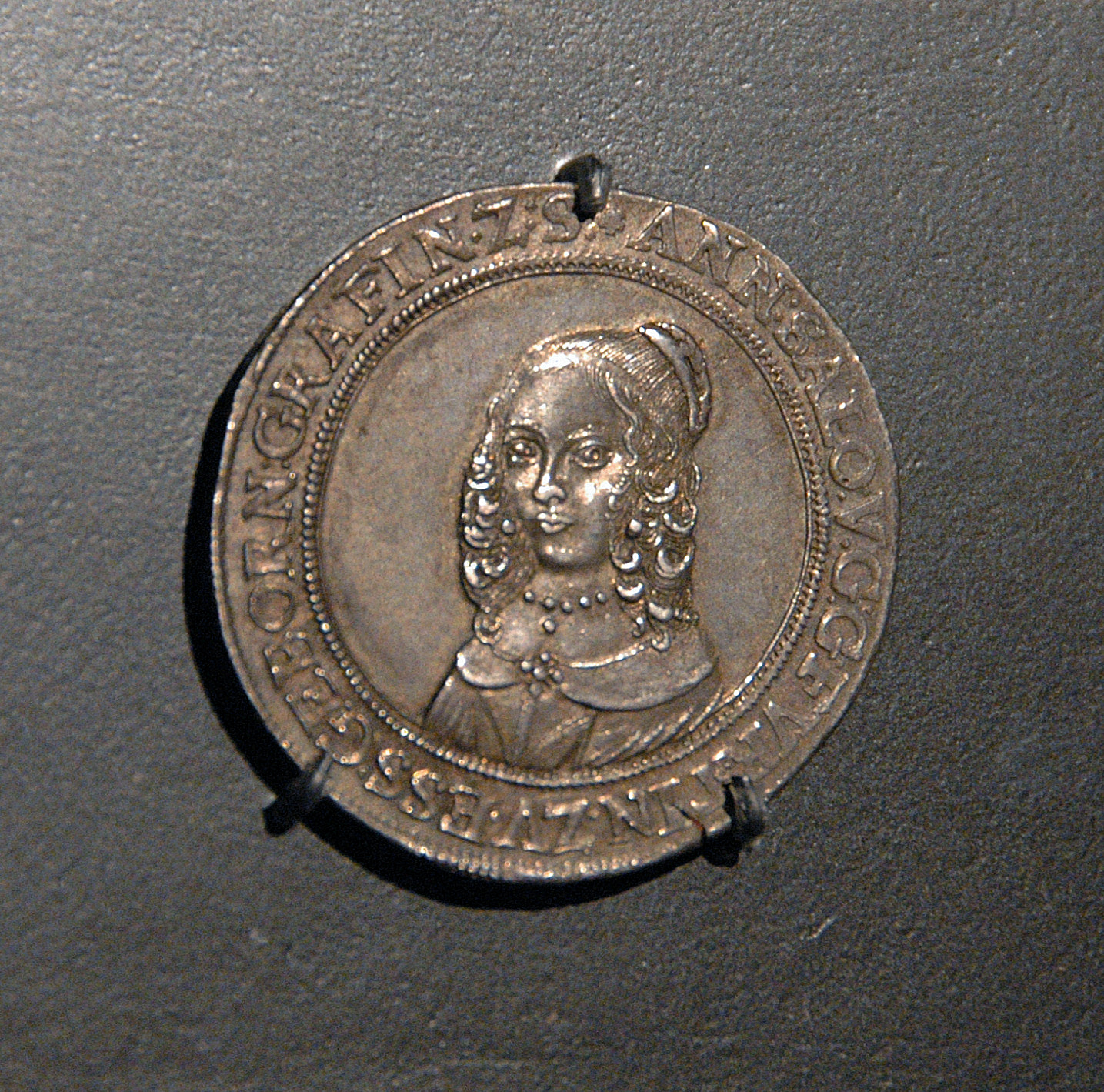
Борбекский талер

В XV веке аббатиса София фон Гляйхен открывает в замке Борбек монетный двор, где начинают чеканиться монеты «борбекский гульден» и «борбекский грош».

В 1493 году при нападении на замок сгорели воротное укрепление и конюшни. Во время Восьмидесятилетней войны замок Борбек был сильно разрушен, но в 1598 году был восстановлен аббатисой Елизаветой фон Мандершайд-Бланкенхайм. После восстановление главное трёхэтажное здание стало практически квадратным в плане — 16×18 метров.

### Новое время (XVII—XIX века)

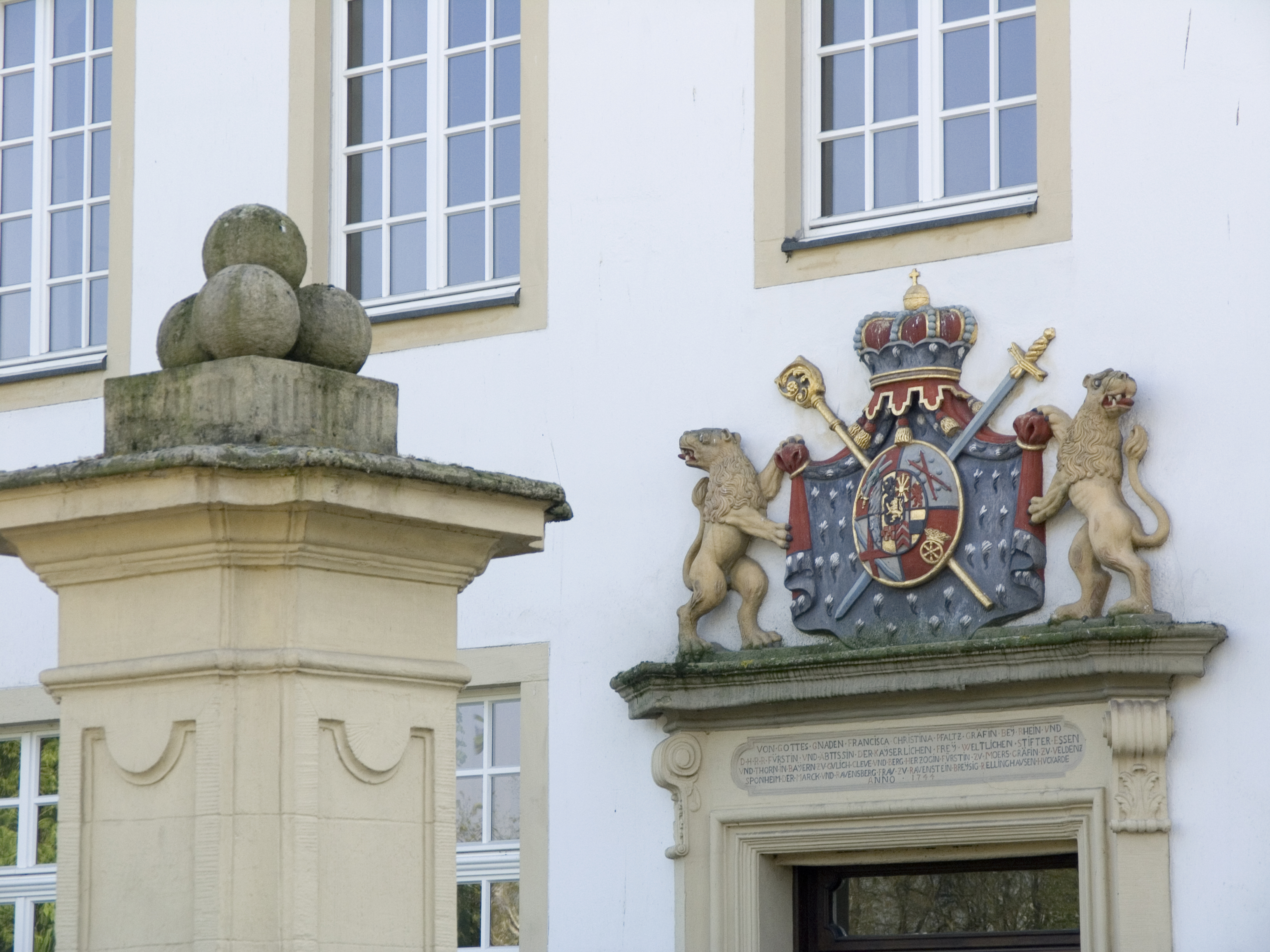
Герб аббатисы Франциски Кристины фон Пфальц-Зульцбах над главным входом

В 1665 году аббатиса Анна фон Зальм-Райффершайдт принимает решение о перестройке замка в стиле ренессанса для переноса туда основной резиденции эссенских аббатис. Фактически замок был построен заново на старом фундаменте. Фронтальный северо-восточный фасад с двумя угловыми башнями практически без изменений сохранился до настоящего времени.
Свой современный вид замок приобрёл в середине XVIII века, когда по указанию аббатисы Франциски Кристины фон Пфальц-Зульцбах замок реконструировался на протяжении 18 лет — с 1744 по 1762 годы. Здание было расширено в южном направлении примерно на 5 окон. Тогда же был заложен парк площадью 42 га. В парке были оборудованы каскады фонтанов, установлены вольеры с птицами, построены искусственные руины.
Последняя эссенская аббатиса Мария Кунигунда Саксонская планировала провести ещё одну полную перестройку замка Борбек. Но свой замысел она выполнить не успела. В 1803 году Борбек занимается французскими войсками. В ходе секуляризации, которая проходила под руководством наполеоновского министра Талейрана, Эссенское аббатство было закрыто и Борбек получил статус муниципалитета. Замок Борбек переходит во владение графов фон Рекке-Вольмарштайн и находится в составе Графства Берг с 1806 по 1814 годы. После Венского конгресса 1815 года Борбек вошёл в состав Пруссии.

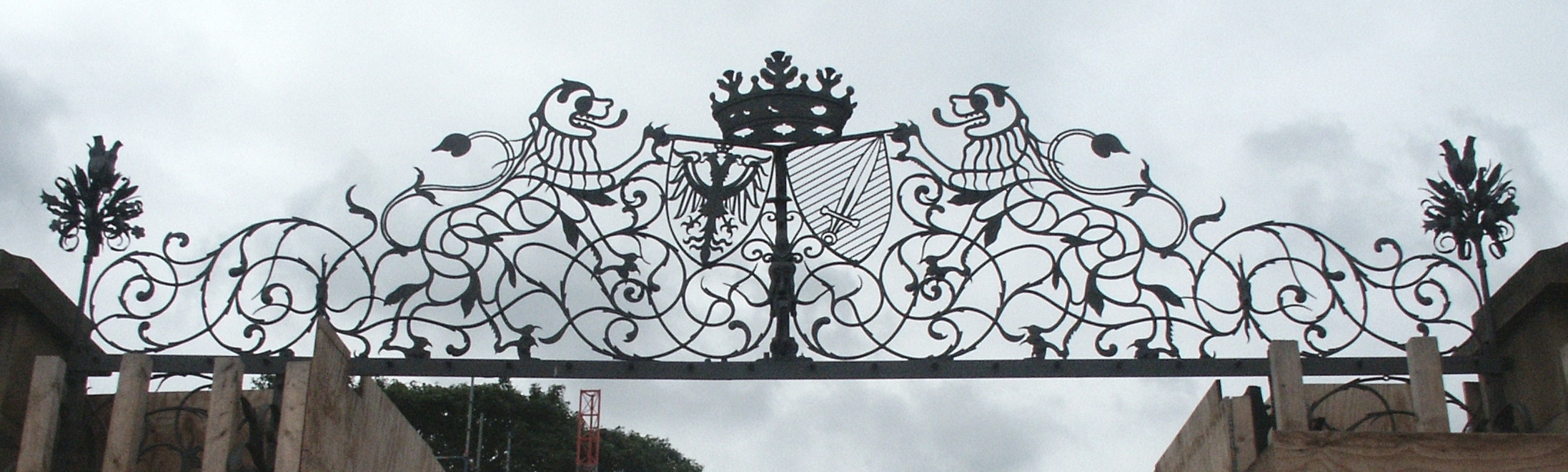
Герб Эссена над воротами парка

В 1827 году замок Борбек приобретает фрайхерр Клеменс фон Фюрстенберг. В 1839—1842 году во время модернизации под руководством эссенского архитектора Генриха Теодора Фреизе замок приобретает черты классицизма, строятся новые конюшня, здание прислуги, хозяйственные постройки. В 1846 году при входе в парк устанавливаются ажурные решетчатые ворота, которые раньше были установлены в замке Гугенпот, который в 1831 году был продан через аукцион барону Леопольду фон Фюрстенбергу. В 1879 году семейство Фюрстенбергов покидает замок Борбек и полностью перебирается в замок Гугенпот. С тех пор замок Борбек в качестве места жительства больше не использовался. В 1887 году в верхней части решетчатых ворот появился выполненный методом ковки герб города Эссен.

### XX век

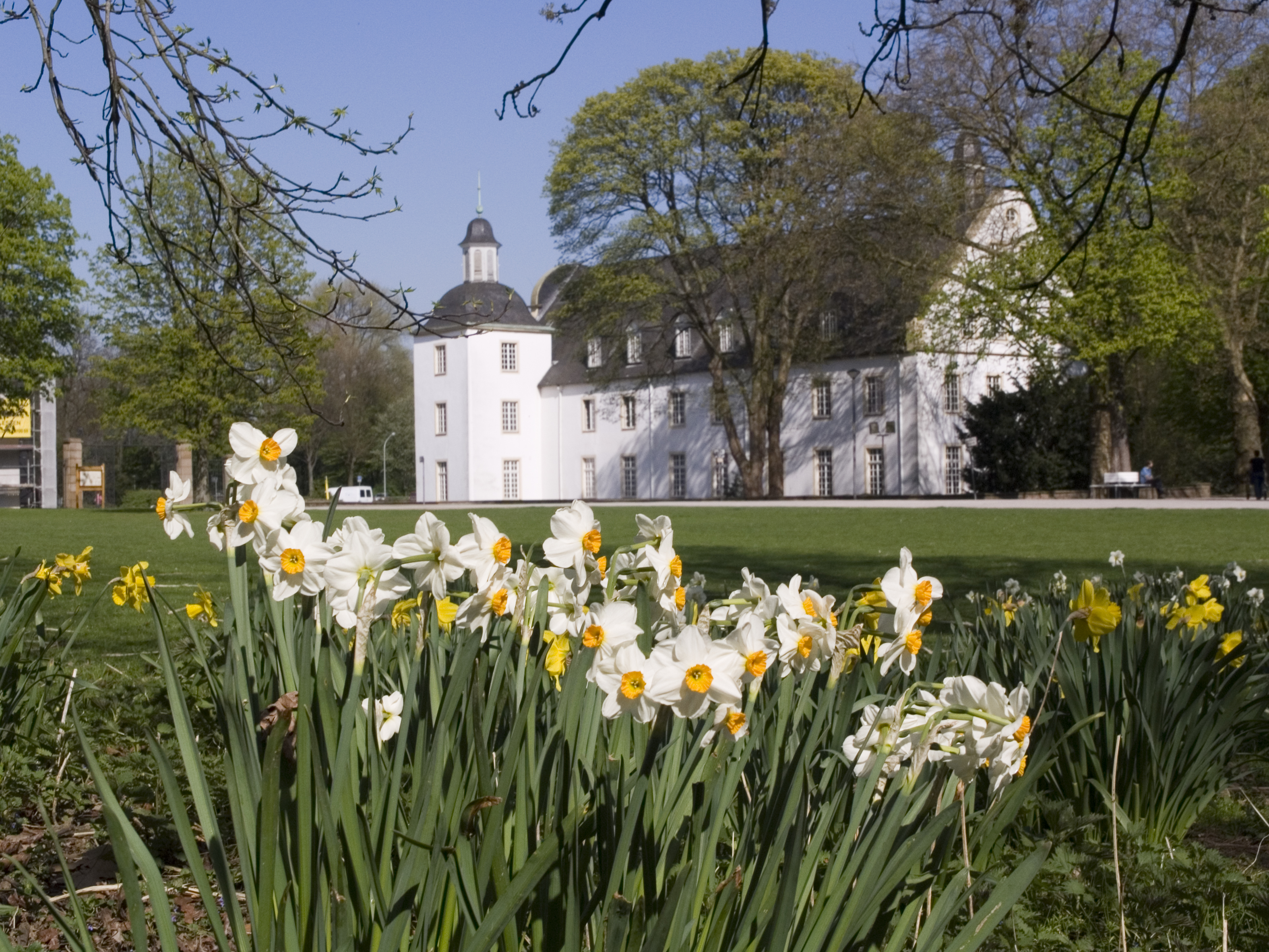
Северо-западный фасад

В 1920 году был открыт платный доступ в парк замка Борбек. В 1941 году замок был выкуплен у семейства фон Фюрстенберг, для размещения в нём офисных помещений муниципалитета. В годы второй мировой войны в парке было построено несколько бетонных бункеров, входы в которые можно найти и сегодня.

В 50—60-е годы в замке была проведена комплексная реставрация. За исключением свода и ряда декоративных элементов, перевезенных сюда в своё время из замка Орст, большинство исторических элементов внутри замка было утрачено.

После переезда в 70-е годы офисных помещений муниципалитета в новое здание замок Борбек не использовался пока в 80-е годы в нём не был основан гражданский центр. В феврале 1985 года замок Борбек был взят под охрану государства.

## Современное использование

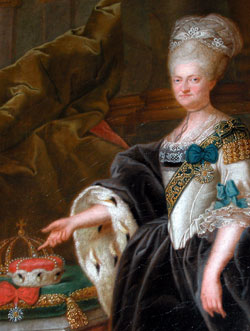
Портрет аббатисы Марии Кунигунды Саксонской работы Генриха Феликса

Сегодня в замке Борбек размещён ЗАГС района Борбек, музыкальная школа, проводятся выставки и семинары. В полуподвальном помещении размещён ресторан «Монетный двор» (нем. "Zur Münze").

В 2004—2006 годах были выполнены очередные ремонтные работы. На аукционе Сотбис была приобретена написанный маслом портрет аббатисы Марии Кунигунды Саксонской работы художника Генриха Феликса. Теперь этот портрет украшает одну из стен в башне замка. В замке также размещены мебель, столовые сервизы, гобелены и шахматы XVII-го и XVIII-го столетий.

Парк свободен для посещений, в расположенном в нём амфитеатре часто проводятся различные мероприятия.